# NATO Training Mission – Iraq
NATO Training Mission – Iraq (NTM-I) – operacja NATO, której celem było doradztwo dla kadr średniego i wyższego szczebla irackich sił bezpieczeństwa. Została ustanowiona zgodnie z Rezolucją Rady Bezpieczeństwa ONZ nr 1546 w czerwcu 2004 roku po szczycie NATO w Stambule. Szefem misji był generał Frank Helmick.
Polska w operacji w Iraku brała udział od 2005 roku. Kursy prowadzone były w irackim centrum szkoleniowych Ar-Rustamiyah. Od lutego 2009 roku Polacy kierowali wojskowym zespołem doradczo-szkoleniowym MALT – Military Advisory Liaison Team. W misji NTM-I udział brało 20 polskich żołnierzy i 1 polski kontraktor. Na mocy postanowienia prezydenta RP polscy żołnierze przebywali na terenie prowadzonej operacji do 31 grudnia 2009 roku.